# Phlogophora periculosa
Phlogophora periculosa là một loài bướm đêm trong họ Noctuidae.